# Mariya Duyunova
Mariya Alexándrovna Duyunova –en ruso, Мария Александровна Дуюнова– (Leningrado, URSS, 30 de abril de 1990) es una deportista rusa que compite en curling. Ganó una medalla de  en el Campeonato Mundial de Curling Mixto de 2016.

## Palmarés internacional
| Campeonato Mundial Mixto | Campeonato Mundial Mixto | Campeonato Mundial Mixto | Campeonato Mundial Mixto |
| Año                      | Lugar                    | Medalla                  | Prueba                   |
| ------------------------ | ------------------------ | ------------------------ | ------------------------ |
| 2016                     | Kazán (Rusia)            | Medalla de oro           | Mixto                    |